# TrendLabs
TrendLabs 是趨勢科技的研究、服務與技術支援中心，總部位於菲律賓，且在美國加利福尼亞/洛杉磯、日本東京、台灣台北、法國巴黎、德國慕尼黑與中國有专门的地區性實驗室，拥有大量地方技术人员，为不同地区的趨勢科技的客户提供即时的病毒防御服务。
TrendLabs 由超過300名的工程師、研究人員和技術支持人員組成，投入不間斷的安全威脅監看與攻擊預防活動，提供有效適時的安全措施，以偵測、先發制人並移除攻擊。每天 24小時、每週 7 天營運，可即時回應新安全威脅。因此，企業可將損害降到最低、降低成本並確保業務持續性。 
TrendLabs 專門監控可能的安全威脅，並執行研究與分析動作，以開發辨識、偵測與移除新威脅的技術。TrendLabs 注意的安全威脅範圍包含從電子郵件與通訊，一直到 Web 威脅（利用 Web 執行惡意且通常是永不中斷的活動）等新興領域。TrendLabs 偵測的常見威脅類型包括垃圾郵件、廣告軟體、間諜程式、惡意程式、網路犯罪程式、殭屍網路 (botnet)、網路釣魚與 Rootkit 等。TrendLabs 的地區性分公司可讓趨勢科技針對特定目標的地區性威脅，更快辨識與反應。 
國際標準組織 (ISO) 9001:2000是全球認可的品質管理系統(Quality Management System)，所有產品與服務導向公司都用它向客戶擔保其營運達到世界級品質與表現水準。ISO 9001:2001標準讓TrendLabs透過結構方法，持續改良與改造企業程序、訓練員工及更新設施，以保護並使趨勢科技的全球客戶受惠。
趨勢科技為第一家取得ISO 9001:2000 認證的防毒廠商。
1. ↑  . www.sohu.com.   [2022-10-13]. （原始内容存档于2024-02-03）.